# Con parole mie

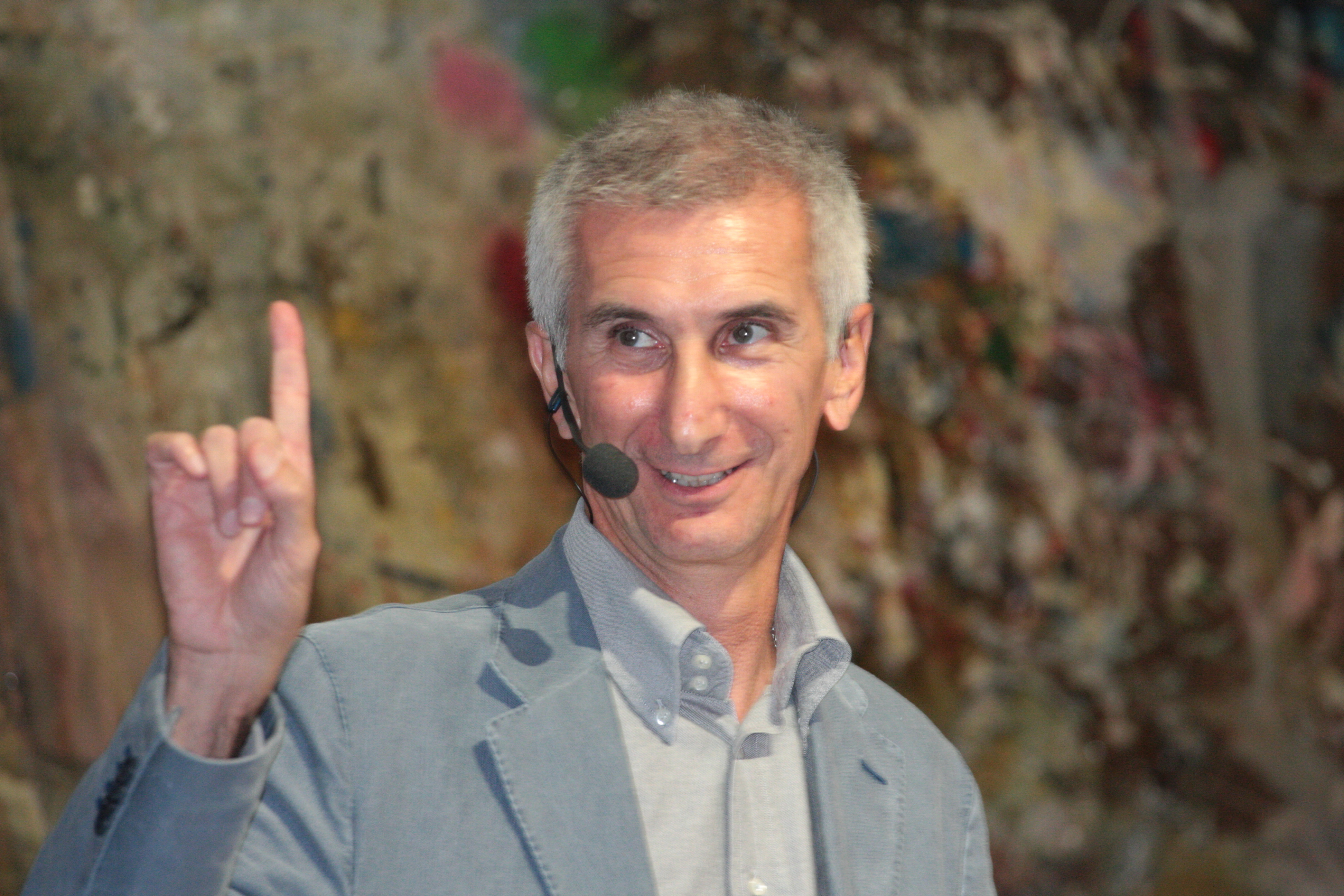
L'animateur Umberto Broccoli.

Con parole mie, que l'on pourrait traduire en français par « Avec mes propres mots », est une émission radiophonique, diffusée du 26 juin 1999 au 4 avril 2014 sur les ondes de la station de radio publique italienne Rai Radio 1 et animée par Umberto Broccoli.

## Description
Con parole mie est diffusé quotidiennement, du lundi au vendredi, de 14h08 à 14h47.

## Historique
Elle a été l'un des programmes les plus populaires de la station et le plus téléchargé du site de Radio Uno. La direction de Radio Uno Rai a toutefois décidé de mettre fin à l'émission pour des raisons « économiques ». Le dernier épisode a été diffusé le 4 avril 2014. La suppression de l'émission de la nouvelle programmation a suscité une immense indignation et une forte réaction de la part des auditeurs sur les réseaux sociaux réclamant le retour de leur émission qu'ils considèrent comme l'une des meilleures émissions culturelles radiophoniques. Nombreux fans ont écrit à la direction de la Rai, à des sénateurs et même au pape François demandant le retour de con parole mie. Les fans de l'émission se désignent désormais par le nom de "conparoliani".